# Kansas City Film Critics Circle Award/Beste Hauptdarstellerin
Der Kansas City Film Critics Circle Award für die beste Hauptdarstellerin ist ein jährlich verliehener Filmpreis des Kansas City Film Critics Circle.

## Preisträgerinnen

### 1960er Jahre
| Jahr | Sieger           | Film                              | Rolle                   |
| ---- | ---------------- | --------------------------------- | ----------------------- |
| 1966 | Elizabeth Taylor | Wer hat Angst vor Virginia Woolf? | Martha                  |
| 1967 | Lynn Redgrave    | Georgy Girl                       | Georgy                  |
| 1967 | Vanessa Redgrave | Camelot – Am Hofe König Arthurs   | Guenevere               |
| 1968 | Joanne Woodward  | Die Liebe eines Sommers           | Rachel Cameron          |
| 1969 | Liza Minnelli    | Pookie                            | Mary Ann „Pookie“ Adams |

### 1970er Jahre
| Jahr | Sieger            | Film                                            | Rolle             |
| ---- | ----------------- | ----------------------------------------------- | ----------------- |
| 1970 | Jane Fonda        | Nur Pferden gibt man den Gnadenschuss           | Gloria Beatty     |
| 1971 | Jane Fonda        | Klute                                           | Bree Daniels      |
| 1972 | Katharine Hepburn | Die Troerinnen                                  | Hekabe            |
| 1972 | Cicely Tyson      | Das Jahr ohne Vater                             | Rebecca Morgan    |
| 1973 | Joanne Woodward   | Die Wirkung von Gamma-Strahlen auf Ringelblumen | Beatrice          |
| 1974 | Joanne Woodward   | Sommerwünsche – Winterträume                    | Rita Walden       |
| 1975 | Gena Rowlands     | Eine Frau unter Einfluss                        | Mabel Longhetti   |
| 1976 | Faye Dunaway      | Network                                         | Diana Christensen |
| 1977 | Diane Keaton      | Der Stadtneurotiker                             | Annie Hall        |
| 1978 | Geraldine Page    | Innenleben                                      | Eve               |
| 1979 | Sally Field       | Norma Rae – Eine Frau steht ihren Mann          | Norma Rae Webster |

### 1980er Jahre
| Jahr | Sieger          | Film                         | Rolle                                     |
| ---- | --------------- | ---------------------------- | ----------------------------------------- |
| 1980 | Sissy Spacek    | Nashville Lady               | Loretta Lynn                              |
| 1981 | Susan Sarandon  | Atlantic City, USA           | Sally Matthews                            |
| 1982 | Julie Andrews   | Victor/Victoria              | Victoria Grant / Victor Grezhinski        |
| 1982 | Meryl Streep    | Sophies Entscheidung         | Sophie Zawistowski                        |
| 1983 | Meryl Streep    | Silkwood                     | Karen Silkwood                            |
| 1984 | JoBeth Williams | American Dreamer             | Cathy Palmer / Rebecca Ryan               |
| 1985 | Meryl Streep    | Jenseits von Afrika          | Karen Blixen                              |
| 1986 | Sissy Spacek    | Verbrecherische Herzen       | Rebecca „Babe“ / „Becky“ Magrath Botrelle |
| 1987 | Cher            | Mondsüchtig                  | Loretta Castorini                         |
| 1988 | Jodie Foster    | Angeklagt                    | Sarah Tobias                              |
| 1989 | Jessica Tandy   | Miss Daisy und ihr Chauffeur | Daisy Werthan                             |

### 1990er Jahre
| Jahr | Sieger               | Film                                     | Rolle                    |
| ---- | -------------------- | ---------------------------------------- | ------------------------ |
| 1990 | Joanne Woodward      | Mr. und Mrs. Bridge                      | India Bridge             |
| 1991 | Jodie Foster         | Das Schweigen der Lämmer                 | Clarice Starling         |
| 1992 | Emma Thompson        | Wiedersehen in Howards End               | Margaret „Meg“ Schlegel  |
| 1993 | Emma Thompson        | Was vom Tage übrig blieb                 | Mary Kenton              |
| 1994 | Winona Ryder         | Betty und ihre Schwestern                | Jo March                 |
| 1995 | Susan Sarandon       | Dead Man Walking – Sein letzter Gang     | Helen Prejean            |
| 1996 | Frances McDormand    | Fargo                                    | Marge Olmstead-Gunderson |
| 1997 | Helena Bonham Carter | Wings of the Dove – Die Flügel der Taube | Kate Croy                |
| 1998 | Gwyneth Paltrow      | Shakespeare in Love                      | Viola De Lesseps         |
| 1999 | Reese Witherspoon    | Election                                 | Tracy Flick              |

### 2000er Jahre
| Jahr | Sieger            | Film                    | Rolle             |
| ---- | ----------------- | ----------------------- | ----------------- |
| 2000 | Ellen Burstyn     | Requiem for a Dream     | Sara Goldfarb     |
| 2001 | Nicole Kidman     | The Others              | Grace Stewart     |
| 2002 | Julianne Moore    | Dem Himmel so fern      | Cathy Whitaker    |
| 2003 | Jennifer Connelly | Haus aus Sand und Nebel | Kathy Nicolo      |
| 2004 | Hilary Swank      | Million Dollar Baby     | Maggie Fitzgerald |
| 2005 | Reese Witherspoon | Walk the Line           | June Carter       |
| 2006 | Helen Mirren      | Die Queen               | Elizabeth II.     |
| 2007 | Marion Cotillard  | La Vie en Rose          | Edith Piaf        |
| 2008 | Meryl Streep      | Glaubensfrage           | Aloysius Beauvier |
| 2009 | Meryl Streep      | Julie & Julia           | Julia Child       |

### 2010er Jahre
| Jahr | Sieger            | Film                           | Rolle             |
| ---- | ----------------- | ------------------------------ | ----------------- |
| 2010 | Natalie Portman   | Black Swan                     | Nina Sayers       |
| 2011 | Kirsten Dunst     | Melancholia                    | Justine           |
| 2012 | Jennifer Lawrence | Silver Linings                 | Tiffany           |
| 2013 | Sandra Bullock    | Gravity                        | Dr. Stone         |
| 2014 | Rosamund Pike     | Gone Girl – Das perfekte Opfer | Amy Dunne         |
| 2015 | Charlize Theron   | Mad Max: Fury Road             | Imperator Furiosa |